# 20世紀國立大學
20世纪国立大学（西班牙語：Universidad Nacional Siglo XX，Siglo Veinte 西班牙數字表示二十世紀）是玻利維亞的公立大學，位于拉巴斯，成立於1985年。

## 外部連結
- 官方网站